# Konfix
Konfix ist ein Begriff aus der Sprachwissenschaft, genauer gesagt aus der linguistischen Morphologie und bezeichnet ein Morphem, das gleichzeitig den Status eines lexikalischen Morphems und die Eigenschaft eines gebundenen Morphems aufweist. Beispiele dafür finden sich besonders in Fremdwörtern, etwa die Wortbestandteile therm-, omni- oder -nom. Konfixe bilden Komposita (Thermometer) und Ableitungen (thermisch).

## Konfixe im Deutschen
Im Deutschen nehmen Konfixe aufgrund ihrer lexikalischen Bedeutung die gleiche Stellung ein wie heimische Adjektiv- oder Substantivstämme. Im Unterschied zu diesen handelt es sich bei Konfixen jedoch stets um gebundene Morpheme. (Auch Verbstämme gelten im Deutschen als gebunden.) Die im Deutschen verwendeten Konfixe stammen in vielen Fällen aus dem Griechischen (bio-) und Lateinischen (omni-), aber auch z. B. aus dem Englischen (Cyber-, -minator). Es handelt sich dabei in den meisten Fällen um Konstituenten (Bestandteile) komplexer Fremd- oder Lehnwörter. So geht z. B. das Konfix bio- auf das Wort „biologisch“ zurück. Es gibt darüber hinaus auch Beispiele für Konfixe im einheimischen Wortschatz: „Stief-“ („Stiefmutter“), „zimper-“ („zimperlich“). Wenn wie in „Bibliothek“ mindestens zwei Konfixe an einem Wort beteiligt sind, spricht man von einem Konfixkompositum.

## Das Konfixbio-
Das Konfix bio-, das in Konstruktionen wie Biologie oder Biorhythmus vorkommt, kann tatsächlich nicht alleine stehen. Daneben gibt es aber noch Bildungen wie Bio-Kaffee oder Biolandbau. Letzterer Fall leitet sich vom Wort biologisch ab und wurde zu Beginn ebenfalls als Konfix gebraucht. Durch die weite Verbreitung und häufige Benutzung des Begriffs verlor bio, mit der Bedeutung ‚unbelastet, naturbelassen‘, jedoch seinen reinen Konfixstatus, so dass dieses bio heute auch als alleinstehendes Wort verwendet werden kann, wie in „Ich kaufe nur bio“ oder „Ist der Kaffee auch wirklich bio?“. Daneben kommt es als Kurzwort vor (zu Biologieunterricht).

## Zum BegriffKonfix
Der Begriff Konfix ist parallel zu Affix, Präfix, Suffix usw. gebildet; wichtig ist aber, dass es sich im Gegensatz zu letzteren bei Konfixen immer um lexikalische Morpheme handelt.
Während auf dem Gebiet der deutschen Sprachwissenschaft häufig mit dem Konfixbegriff gearbeitet wird, gebrauchen französische und englische Linguisten als Kategorie für Bestandteile von Fremd- oder Lehnwörtern den Begriff „combining form“. Beides meint jedoch nicht genau das gleiche. Im Gegensatz zum Konfix müssen combining forms keine Wurzeln sein. Weiterhin bilden sie keine Basis für Verben. Sie können außerdem allein stehen, sind also nicht gebunden (vgl. graph in telegraph). Viele sind englischen Ursprungs (vgl. speed, insect, film in speedometer, insecticide, filmography). Schließlich werden auch Einheiten, die eigentlich aus mehreren Morphemen bestehen, zu den combining forms gezählt wie die fremdsprachlichen -logy und -centric oder englisch haired in short-haired, long-haired, curly-haired. Somit sind es keine Morpheme mehr. In der englischsprachigen Literatur werden also andere Einheiten als combining form bezeichnet als in der deutschsprachigen mit Konfix.
Eine Zeit lang galt der Konfixbegriff nicht als Kategorie, weil Bestandteile von Lehn- und Fremdwörtern in ihrem morphologischen Verhalten zu verschieden seien, als dass sie alle als Konfixe bezeichnet werden könnten. Als der Begriff in der deutschen Sprachwissenschaft Einzug hielt, setzte ein regelrechter „Konfixboom“ ein (Eisenberg 2011). Sämtliche nicht-native Einheiten wie Anglizismen zum Beispiel in deutschen Komposita wurden als Konfixe bezeichnet, sodass der Konfixbegriff als Vorschlag für eine morphologische Kategorie unbrauchbar wurde. Allerdings existieren zu viele fremde Bestandteile in der deutschen Morphologie, die nicht als Affixe gelten können. Sie sind keine Affixe und sie sind weder Wörter noch Kurzwörter. Allerdings sind sie produktiv. Für Elke Donalies (2009) sind es „Querlieger“. Mittlerweile bilden sie eine klar definierte Gruppe an sowohl gebundenen als auch basisfähigen Morphemen. Sie verhalten sich als Stämme, tragen eine stabile lexikalische Bedeutung, sind nicht platzfest, nicht wortartgebunden und sind in der Regel produktiv vgl. phil, geo, fanat, bibli, log, thek in Geologe, Philologe, bibliophil, Bibliothek, fanatisch, geologisch.